# صموئيل أبيا
صموئيل أبيا (بالإنجليزية: Samuel Appiah)‏ هو لاعب كرة قدم غاني، ولد في 25 مارس 1985 في أوبواسي في غانا. لعب مع بيتسبورغ ريفرهوندز وهيوستن دينامو.

## وصلات خارجية
- صموئيل أبيا على موقع الدوري الأمريكي (الإنجليزية)
- صموئيل أبيا على موقع قاعدة بيانات كرة القدم.إي يو (الإنجليزية)